# Raveniola adjarica
Espèce
Raveniola adjarica est une espèce d'araignées mygalomorphes de la famille des Nemesiidae.

## Distribution
Cette espèce est endémique d'Adjarie en Géorgie,.

## Description
Le mâle holotype mesure 13,10 mm et la femelle paratype 15,90 mm.

## Étymologie
Son nom d'espèce lui a été donné en référence au lieu de sa découverte, l'Adjarie.

## Publication originale
- Zonstein, Kunt & Yağmur, 2018 : A revision of the spider genus Raveniola (Araneae, Nemesiidae). I. Species from Western Asia. European Journal of Taxonomy, no 399, p. 1-93 (texte intégral).